# The Karnival Kid
The Karnival Kid je krátký animovaný film s Mickeym Mousem, který byl uveden 23. května 1929. Je to v pořadí devátý film s Mickeym a vůbec první, ve kterém Mickey promluvil – nejdříve řekl „Hot dog!“, poté začal dále zpívat. Ve filmu se potřetí a naposledy objevila postava Kat Nipp, dále kráva Clarabelle a Minnie Mouse.
Děj filmu se odehrává na pouti, kde Mickey Mouse prodává párky. Po úvodních krátkých scénkách, kdy Mickey i další postavy zpívají a tančí, přichází na scénu Minnie. Vyleze z maringotky, protáhne se a ucítí párky. Zavolá proto na nedaleko stojícího Mickeyho, který k ni přijde i s vozíkem s hot dogy. Vycvičené párky před Minnie poskakují a tančí, až si Minnie jeden vybere a Mickey ji ho připraví. Když do něj Minnie kousne, párek začne křičet bolestí a uteče. Mickey jej však chytí a potrestá popleskáním.
Děj se pak přesune do noci, kdy Mickey přichází s kytarou k maringotce Minnie. Přivolá si na pomoc dvě kočky, které začnou pod jejími okny zpívat a Mickey je doprovází na kytaru. Děj končí tím, že jeden z nespokojených Mickeyho posluchačů po něm i kočkách hodí ze sousední maringotky hrnec a přímotop.